# Aeropuerto Internacional de Vladivostok
El Aeropuerto Internacional de Vladivostok - Knevichi Oeste  (IATA: VVO, OACI: UHWW) es un aeropuerto internacional situado 4 km al norte de la localidad de Artjom y 1,5 km al oeste de la de Knevichi, a 44 km de la ciudad de Vladivostok en el krai de Primorie, Rusia. Es el aeropuerto principal de la aerolínea Vladivostok Avia.

## Historia
El aeropuerto fue el resultado de la unión de las pistas de vuelo de dos aeródromos , Ozernye Klyuchi  y Knevichi, este último principalmente de uso militar.
Hasta el 15 de febrero de 2008 el aeropuerto era operado por la aerolínea Vladivostok Avia. Desde entonces la operadora del aeropuerto es una empresa independiente denominada Vladivostok International Airport S.A. (VIA) (Internationaler Flughafen Wladiwostok AG). A finales de 2008 cedió el Gobierno Ruso el 52,2% de las acciones con derecho a voto a la operadora del Aeropuerto Internacional de Moscú-Sheremétievo.

## Instalaciones

### Pistas de despegue
El aeropuerto cuenta con 4 pista de aterrizaje y despegue con las siguientes longitudes:
- 600 m
- 1000 m
- 2500 m (inactiva)
- 3500 m (para el uso de tráfico aéreo civil)[5]

### Terminales

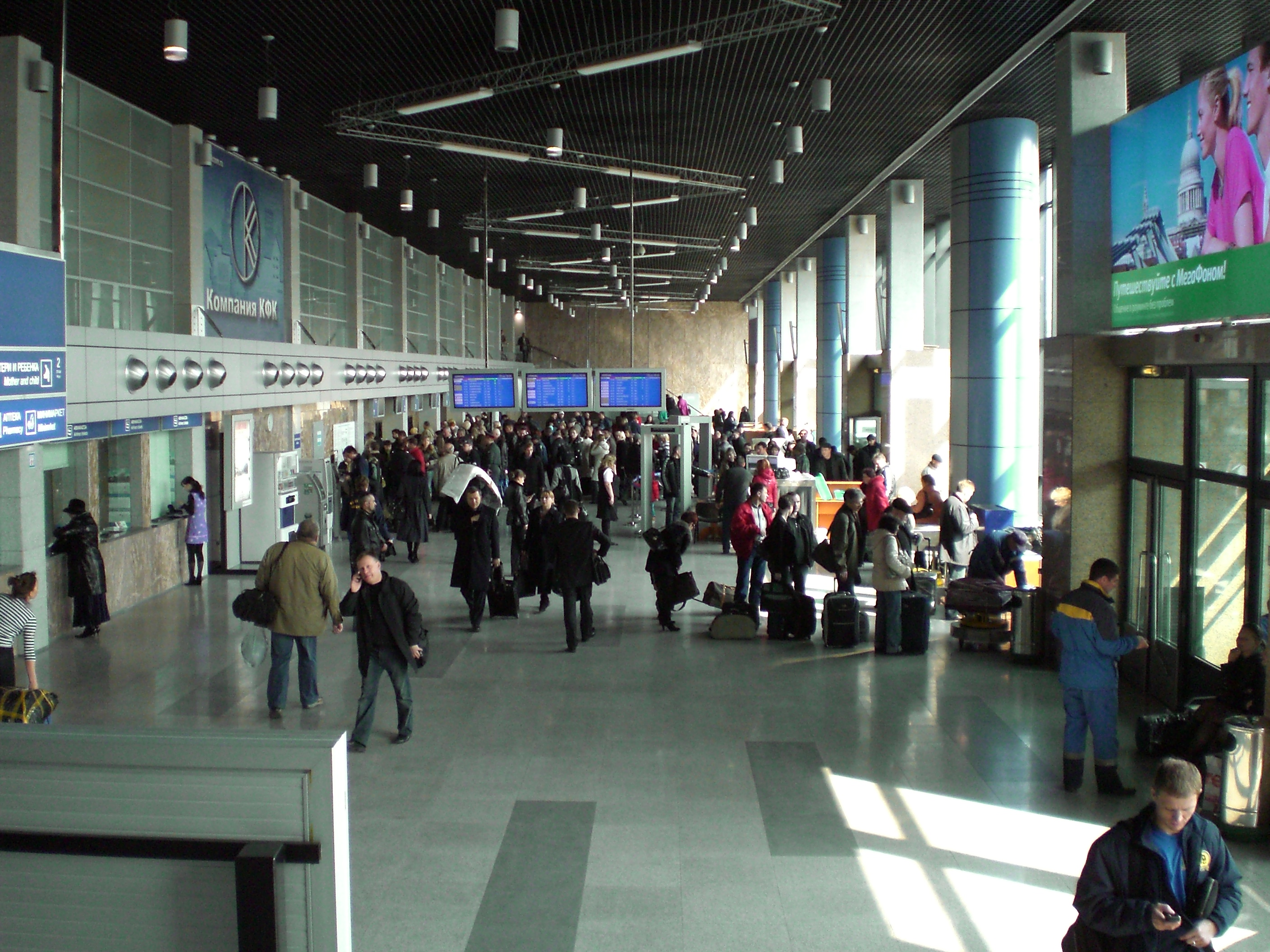
Sala de facturación del terminal nacional.

El aeropuerto tiene 2 terminales para los pasajeros, uno nacional y otro internacional.
- El terminal nacional dispone de un edificio de dos plantas con una superficie total de 10.347 m² y tiene una capacidad de facturación de 900 pasajeros por hora tras los trabajos de renovación de 2005-2006.[6]
- El terminal internacional dispone de un edificio de 3 plantas con una superficie total de 4.800 m² y puede facturar 250 pasajeros por hora.
- También hay un terminal para el transporte de mercancía.

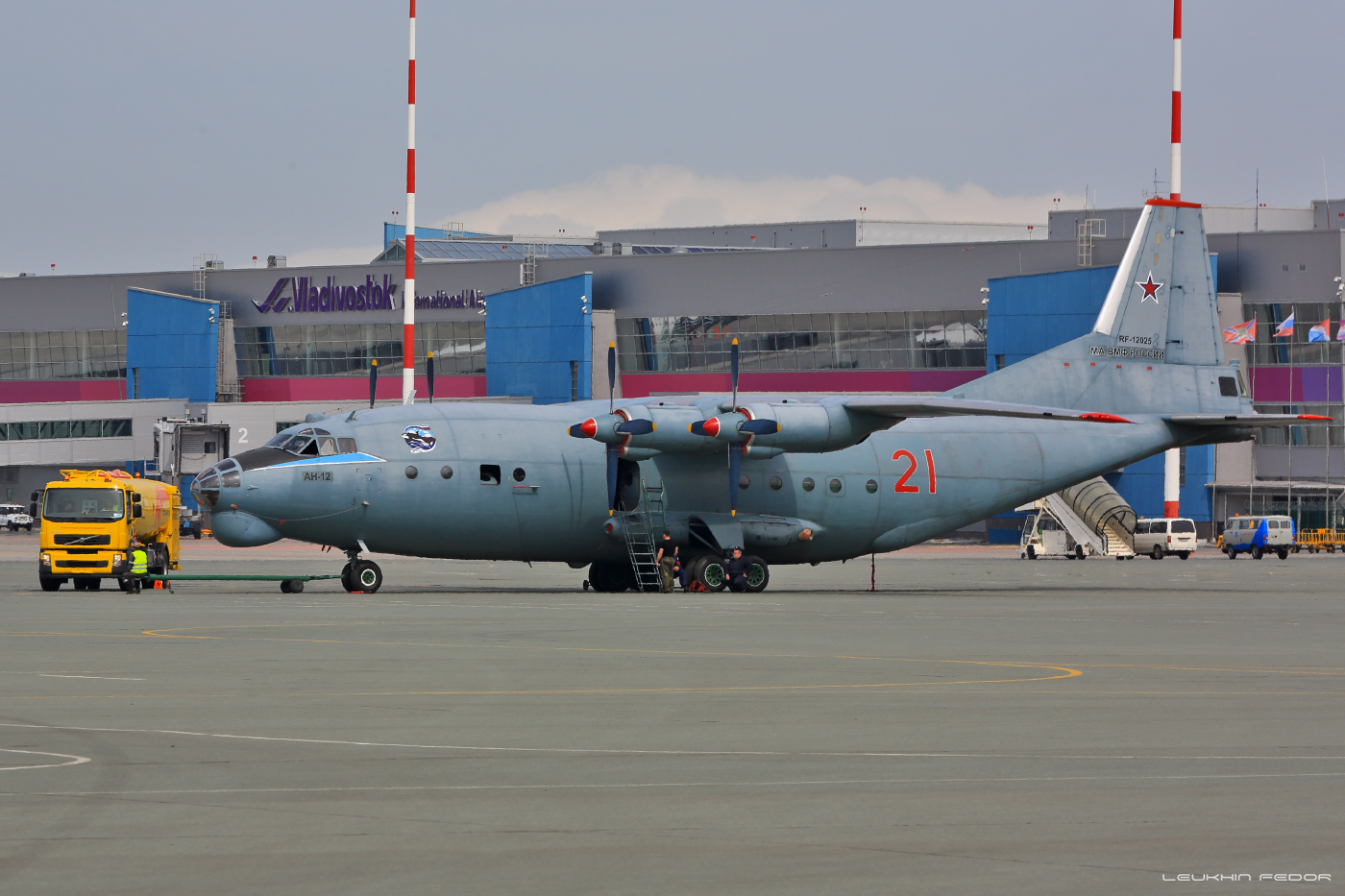
Transporte militar An-12 RF-12025 del 71 OTAE en Knevichi en 2015

### Instalaciones militares
- En el lado este del aeropuerto esta la base base militar de Knevichi, más próxima a esta localidad, donde tiene su sede el escuadrón de transporte 71 OTAE[7]  perteneciente a la Aviación Naval de la Flota del Pacífico de Rusia que opera aviones An-12 , An-26 y Tu-134
- Anexo al aeropuerto también esta la Planta de Reparación de Aeronaves 153 ARZ de Knevichi, dependiente de la 322 ARZ[8] de Vozdvizhenka-Ussuriisk , que usa el aeropuerto en su trabajo de puesta a punto de las aeronaves de la Flota del Pacífico de Rusia

### Expansión
Desde 2009 y hasta 2012 se está desarrollando un programa de modernización del aeropuerto con vistas a la cumbre de la APEC que se celebrará en Vladivostok, del 8 al 9 de septiembre de 2012. Las obras de modernización comprenden la construcción de dos nuevas pistas de aterrizaje/despegue así como 2 superficies para propósitos civiles y militares para aviones de gran tamaño B 747. El programa también incluye la construcción de una nueva terminal, con una capacidad de facturación de 1360 pasajeros por hora. La nueva terminal se encuentra a 3,5 km de la actual. También se prevé el acceso al aeropuerto por tren.

## Aerolíneas y destinos
El aeropuerto sirve a varias ciudades rusas, entre ellas, Moscú, San Petersburgo, Novosibirsk y Yuzhno-Sakhalinsk.

Los destinos internacionales regulares son Seúl, Pionyang, Pekín, Dalian, Harbin, Osaka, Niigata y Toyama.
La aerolínea Vladivostok Avia dispone de vuelos nacionales e internacionales, y es su base de operaciones. Además, líneas como Aeroflot, Dalavia, Rossiya, S7 Airlines y SAT Airlines (para vuelos nacionales) así como Air Koryo, Korean Air, China Southern Airlines (para vuelos internacionales) también vuelan al aeropuerto.
| Aerolíneas                  | Destinos |
| --------------------------- | --- |
| Aeroflot                    | Moscú-Sheremetyevo |
| Aeroflot operado por Aurora | Pekín-Capital, Busan, Hong Kong, Jabárovsk, Mudanjiang, Novosibirsk, Petropavlovsk-Kamchatsky, Seúl-Incheon, Tokio-Narita, Yakutsk, Yuzhno-Sakhalinsk Temporal: Dalian |
| Air Koryo                   | Pionyang |
| Angara Airlines             | Irkutsk |
| Asiana Airlines             | Seoul-Incheon |
| China Southern Airlines     | Yanji |
| Ikar                        | Charter: Cam Ranh, Krabi |
| IrAero                      | Blagoveshchensk, Chita |
| Korean Air                  | Seoul-Incheon |
| NordStar                    | Krasnoyarsk-Yemelyanovo |
| Nordwind Airlines           | Charter: Bangkok-Suvarnabhumi, Phuket, Nha Trang |
| Orenair                     | Charter: Guam |
| Philippine Airlines         | Charter: Manila |
| S7 Airlines                 | Pekín-Capital, Hong Kong, Irkutsk, Novosibirsk, Petropavlovsk-Kamchatsky, Tokio-Narita, Yuzhno-Sakhalinsk Temporal: Seúl-Incheon                                       |
| Ural Airlines               | Irkutsk, Krasnodar, Krasnoyarsk-Yemelyanovo, Novosibirsk, Petropavlovsk-Kamchatsky, San Petersburgo, Ekaterimburgo                                                     |
| Yakutia Airlines            | Krasnodar, Yakutsk, Ekaterimburgo Temporal: Niigata, Tokio-Narita |

### Destinos nacionales
| Ciudades                 | Nombre del aeropuerto                              | Aerolíneas                                | Aeronaves | Frecuencias semanales |
| ------------------------ | -------------------------------------------------- | ----------------------------------------- | --------- | --------------------- |
| Rusia                    |                                                    |                                           |           |                       |
| Blagoveshchensk          | Aeropuerto de Blagoveshchensk                      | IrAero                                    |           |                       |
| Chita                    | Aeropuerto de Koltsovo                             | IrAero                                    |           |                       |
| Ekaterimburgo            | Aeropuerto de Koltsovo                             | Ural Airlines Yakutia Airlines            | A3xx      |                       |
| Irkutsk                  | Aeropuerto Internacional de Irkutsk                | Angara Airlines S7 Airlines Ural Airlines | An A3xx   |                       |
| Jabárovsk                | Aeropuerto de Jabárovsk                            | Aeroflot                                  |           |                       |
| Krasnodar                | Aeropuerto de Krasnodar                            | Ural Airlines Yakutia Airlines            | A3xx      |                       |
| Krasnoyarsk              | Aeropuerto de Krasnoyarsk-Yemelyanovo              | NordStar Ural Airlines                    | A3xx      |                       |
| Moscú                    | Aeropuerto Internacional de Sheremetyevo           | Aeroflot                                  |           |                       |
| Novosibirsk              | Aeropuerto Internacional de Novosibirsk-Tolmachevo | Aeroflot S7 Airlines Ural Airlines        | A3xx      |                       |
| Petropavlovsk-Kamchatsky | Aeropuerto de Petropávlovsk-Kamchatski             | Aeroflot S7 Airlines Ural Airlines        | A3xx      |                       |
| San Petersburgo          | Aeropuerto Internacional Púlkovo                   | Ural Airlines                             | A3xx      |                       |
| Yakutsk                  | Aeropuerto de Yakutsk                              | Aeroflot Yakutia Airlines                 |           |                       |
| Yuzhno-Sajalinsk         | Aeropuerto de Yuzhno-Sajalinsk                     | Aeroflot S7 Airlines                      |           |                       |

### Destinos internacionales
| Ciudades por países | Nombre del aeropuerto                           | Aerolíneas                                                         |      |      |      |
| Asia                | Asia                                            | Asia                                                               | Asia | Asia | Asia |
| ------------------- | ----------------------------------------------- | ------------------------------------------------------------------ | ---- | ---- | ---- |
| China               |                                                 |                                                                    |      |      |      |
| Dalian              | Aeropuerto Internacional de Dalian-Zhoushuizi   | Aeroflot (Estacional)                                              |      |      |      |
| Mudanjiang          | Aeropuerto de Mudanjiang Hailang                | Aeroflot                                                           |      |      |      |
| Pekín               | Aeropuerto Internacional de Pekín-Capital       | Aeroflot / S7 Airlines                                             |      |      |      |
| Yanji               | Aeropuerto Internacional de Yanji-Chaoyangchuan | China Southern Airlines                                            |      |      |      |
| Corea del Norte     |                                                 |                                                                    |      |      |      |
| Pionyang            | Aeropuerto Internacional de Sunan               | Air Koryo                                                          |      |      |      |
| Corea del Sur       |                                                 |                                                                    |      |      |      |
| Busan               | Aeropuerto Internacional de Gimhae              | Aeroflot                                                           |      |      |      |
| Seúl                | Aeropuerto Internacional de Incheon             | Aeroflot / Asiana Airlines / Korean Air / S7 Airlines (Estacional) |      |      |      |
| Filipinas           |                                                 |                                                                    |      |      |      |
| Manila              | Aeropuerto Internacional Ninoy Aquino           | Philippine Airlines (chárter)                                      |      |      |      |
| Hong Kong           |                                                 |                                                                    |      |      |      |
| Hong Kong           | Aeropuerto Internacional de Hong Kong           | Aeroflot / S7 Airlines                                             |      |      |      |
| Japón               |                                                 |                                                                    |      |      |      |
| Niigata             | Niigata Airport                                 | Yakutia Airlines (Estacional)                                      |      |      |      |
| Tokio               | Aeropuerto Internacional de Narita              | Aeroflot / S7 Airlines / Yakutia Airlines                          |      |      |      |
| Tailandia           |                                                 |                                                                    |      |      |      |
| Bangkok             | Aeropuerto Suvarnabhumi                         | Nordwind Airlines (chárter)                                        |      |      |      |
| Krabi               | Aeropuerto Internacional de Krabi               | Ikar (chárter)                                                     |      |      |      |
| Phuket              | Aeropuerto Internacional de Phuket              | Nordwind Airlines (chárter)                                        |      |      |      |
| Vietnam             |                                                 |                                                                    |      |      |      |
| Nha Trang           | Aeropuerto Cam Ranh                             | Ikar (chárter) / Nordwind Airlines (chárter)                       |      |      |      |
| Europa              |                                                 |                                                                    |      |      |      |
| Turquía             |                                                 |                                                                    |      |      |      |
| Estambul            | Aeropuerto Internacional de Estambul            | Aeroflot / Turkish Airlines                                        |      |      |      |

## Estadísticas

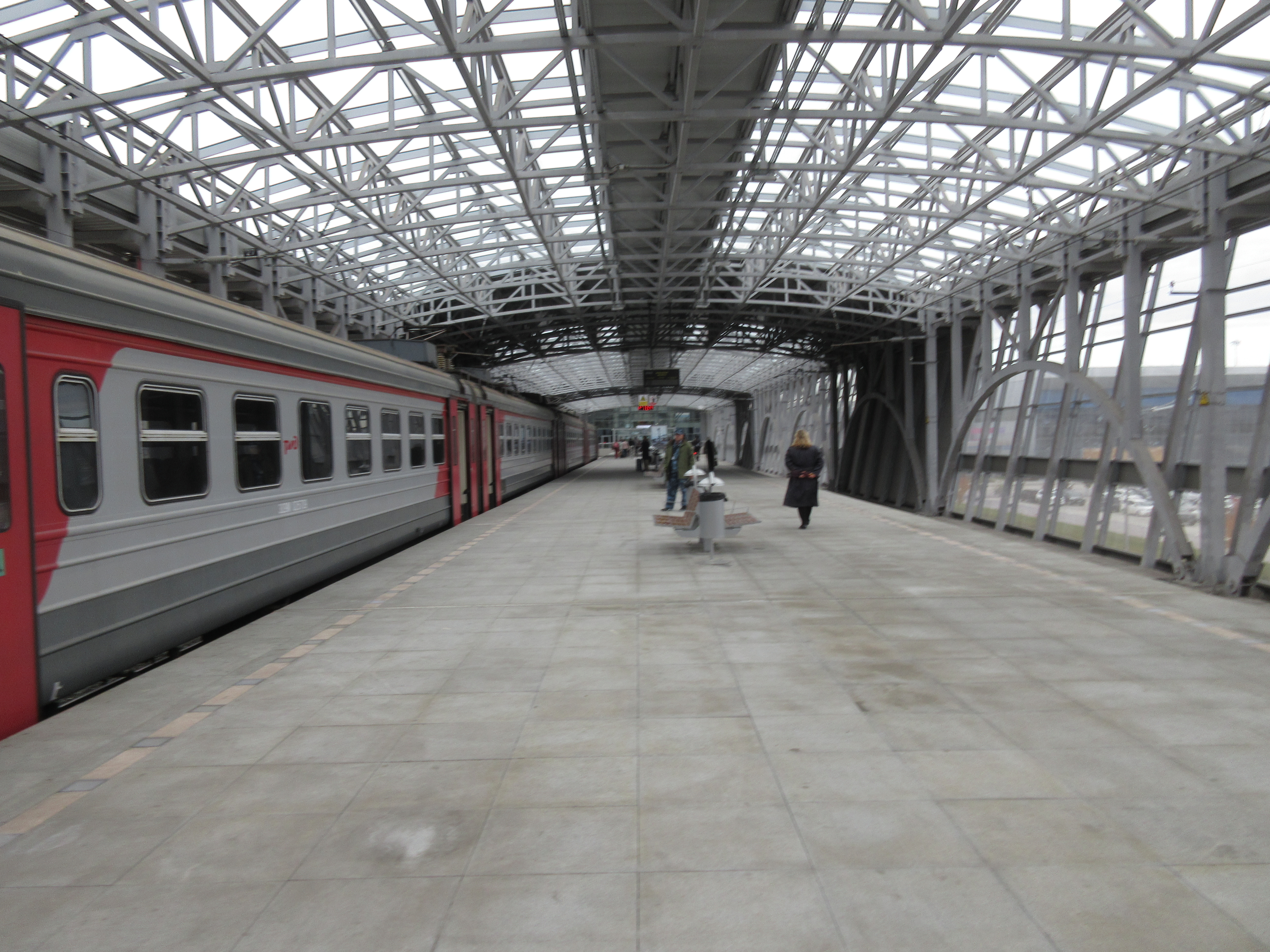
Estación Knevichi servida por Express Primorya

Ver fuente y consulta Wikidata.

## Accesos
El aeropuerto está conectado a Vladivostok por medio de una autovía. Además, varias líneas de autobús desde Vladivostok, Ussuriisk, Najodka y Artyom tienen como destino al aeropuerto.